# Roślina wieloletnia

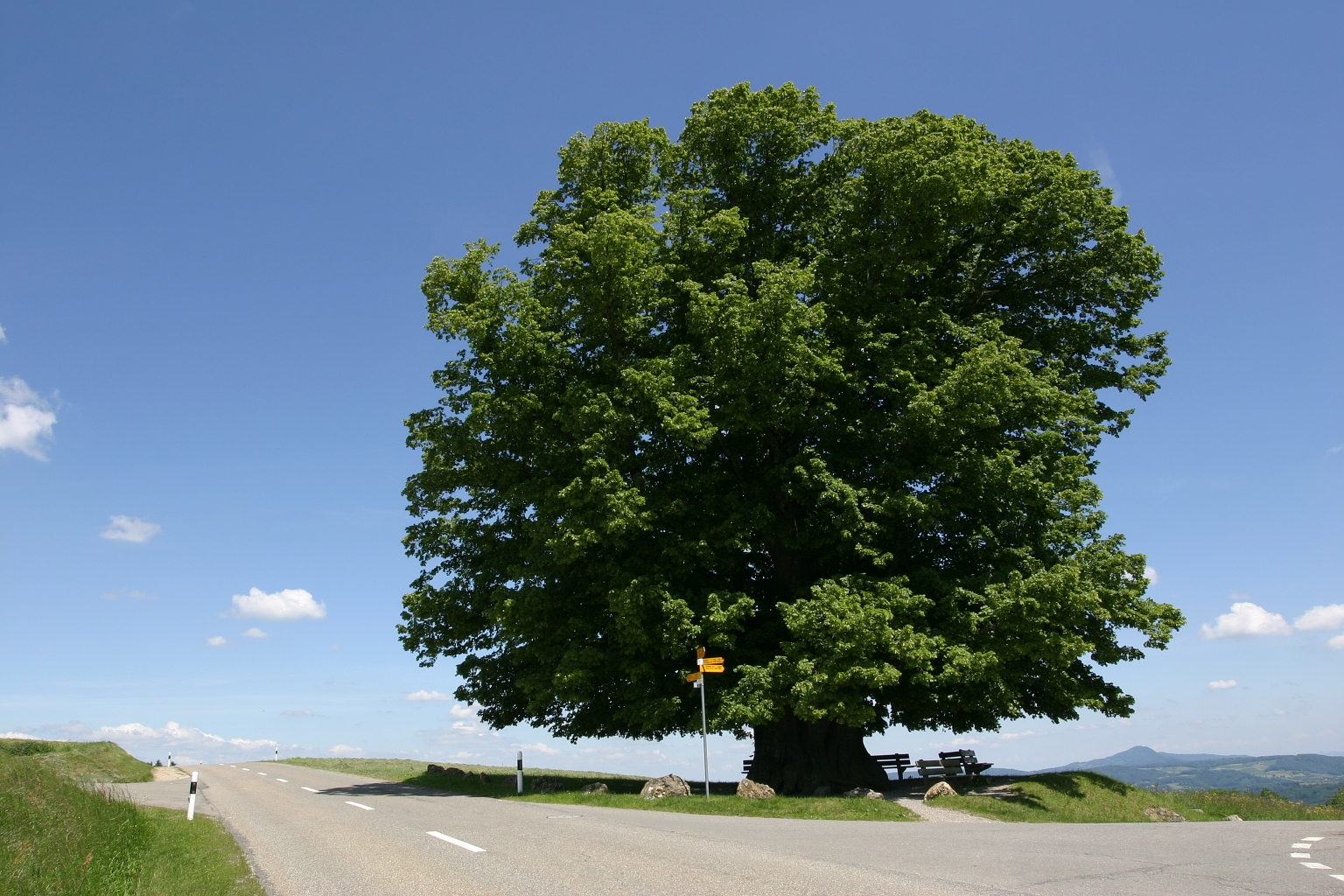
Drzewo (lipa)

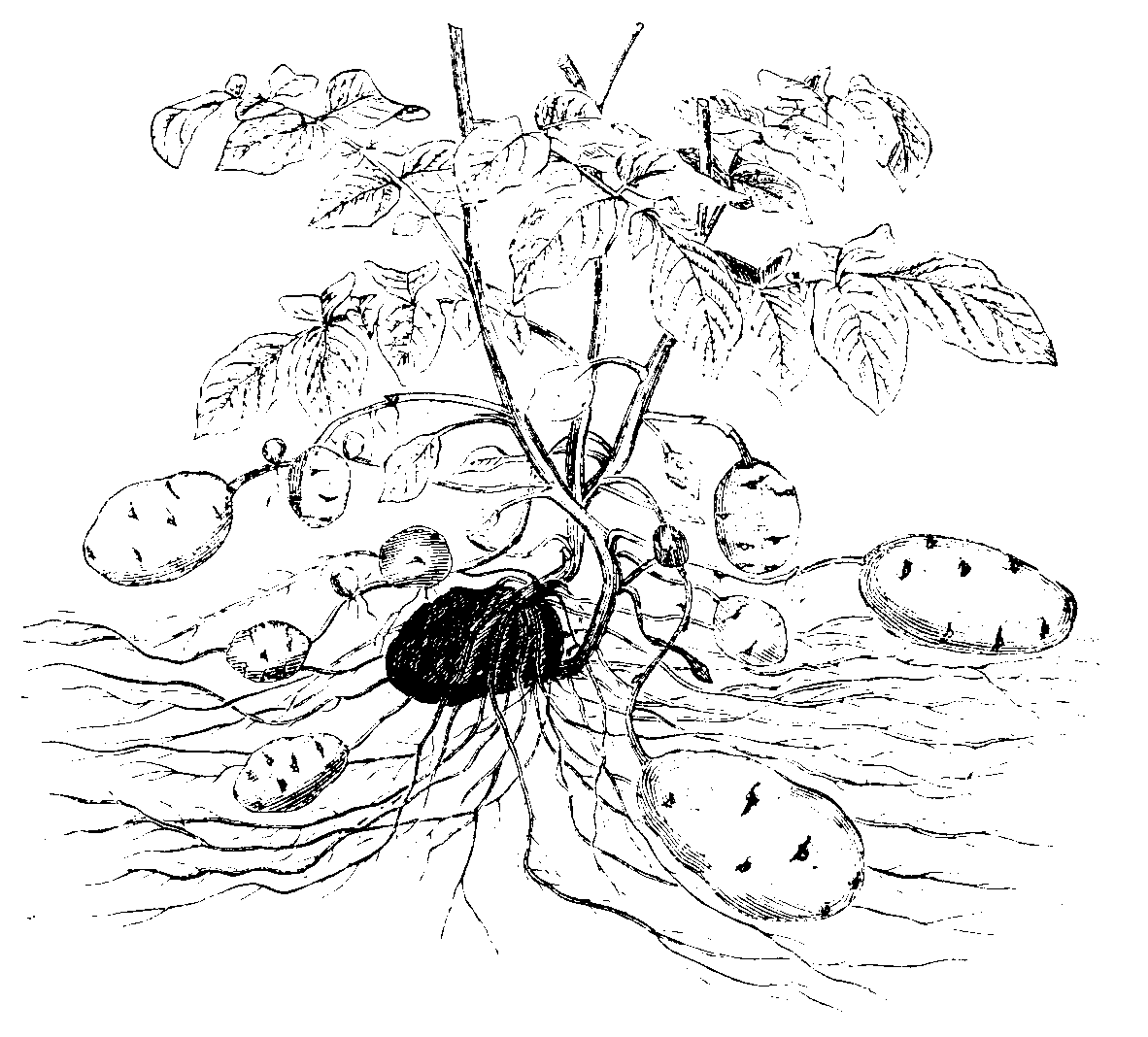
Ziemniak – przykład byliny

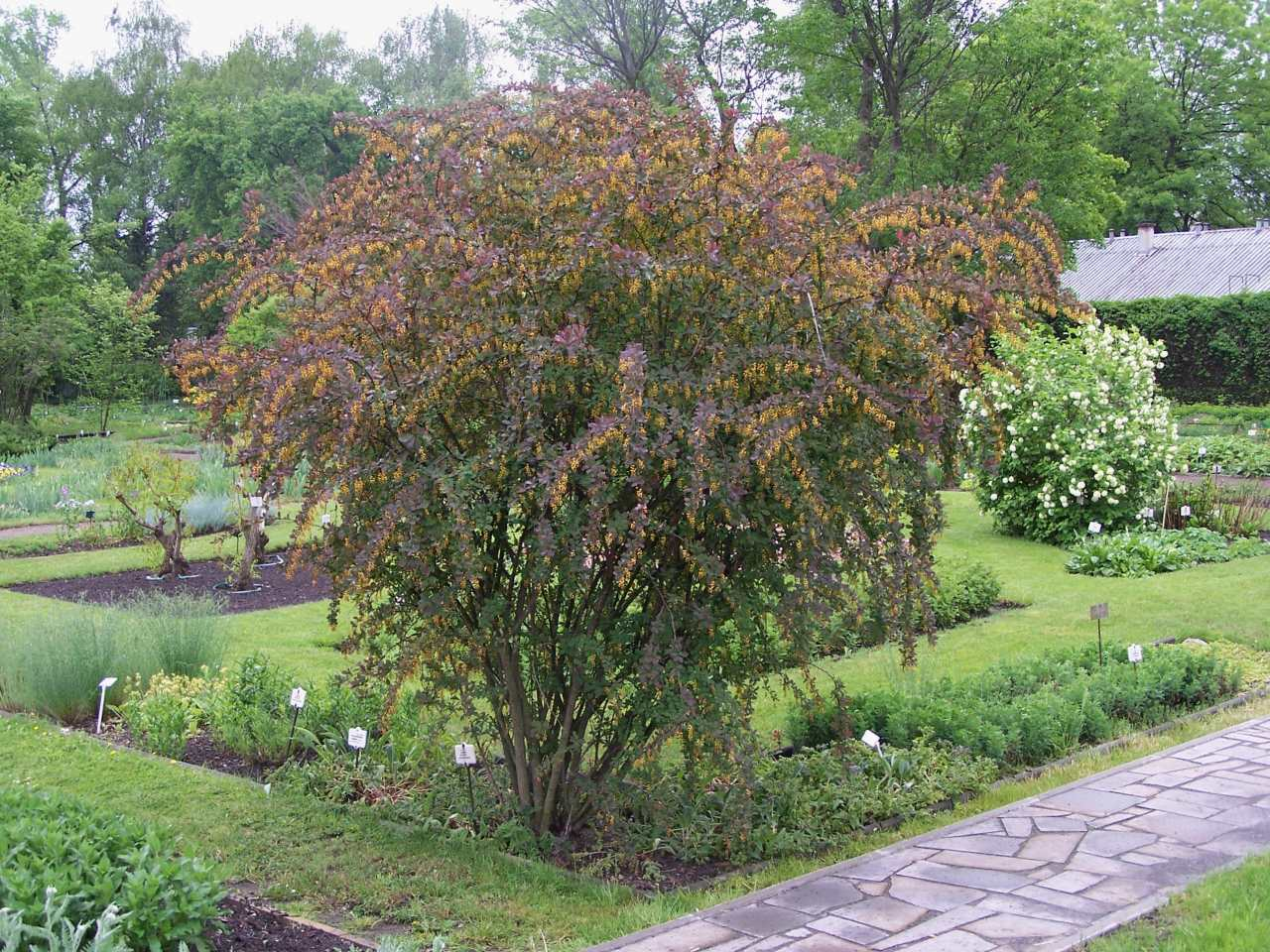
Krzew (berberys Thunberga)

Roślina wieloletnia – roślina żyjąca więcej niż dwa lata i zwykle wielokrotnie w tym czasie wytwarzająca nasiona (bądź zarodniki). Wśród wieloletnich roślin naczyniowych wyróżnia się:
- rośliny drzewiaste: drzewa, krzewy, krzewinki i częściowo zdrewniałe podkrzewy. Zdrewniałe są również łodygi niektórych wieloletnich wiechlinowatych, np. bambusów.
- byliny – rośliny zielne o niezdrewniałych częściach nadziemnych. W strefach klimatycznych, w których występują zimy, nadziemne części tych roślin obumierają na zimę. Ze znajdujących się pod ziemią kłączy, bulw, cebul, zapasonośnych korzeni, bądź z pąków chronionych warstwą gleby i ściółki, na wiosnę odtwarza się część nadziemna wytwarzająca zarodniki bądź nasiona. U bylin wodnych pąki chronione są przed przemarznięciem przez warstwę wody lub mułu na dnie zbiornika.

Charakterystyczną cechą roślin wieloletnich jest występowanie wzrostu wtórnego, tkanek wtórnych i wtórnej budowy anatomicznej. Obserwuje się to w wieloletnich częściach bylin (np. w kłączach i korzeniach), głównie jednak w łodygach i korzeniach roślin zdrewniałych, na których tworzy się warstwa martwego korka. Warstwa ta, pełniąca ochronną rolę, wraz z wiekiem rośliny staje się coraz grubsza.
Zdecydowana większość roślin wieloletnich to rośliny polikarpiczne, wielokrotnie w ciągu swojego życia wytwarzające nasiona. Do wyjątków należą tzw. hapaksanty – rośliny monokarpiczne, które tylko raz w ciągu swojego życia zakwitają i wytwarzają owoce (np. agawy). Niektóre rośliny wieloletnie (głównie byliny) szybko (po 2–3 latach) osiągają pełną dojrzałość objawiającą się wytwarzaniem nasion, zwykle jednak, szczególnie u drzew trwa to dłużej. Te gatunki roślin wieloletnich, u których długość życia mierzy się w setkach lat mogą pozwolić sobie na rozpoczęcie wytwarzania nasion dopiero po kilkudziesięciu latach rozwoju.
Jest rzeczą charakterystyczną, że w surowych warunkach klimatycznych, np. w wysokich górach lub w tundrze, maleje liczba roślin jednorocznych i dwuletnich, wzrasta natomiast procentowy udział roślin wieloletnich, które okazują się lepiej przystosowane do tych warunków. Rośliny wieloletnie, szczególnie zdrewniałe, stanowią również dominujący składnik klimaksu – ostatecznego etapu sukcesji ekologicznej. Na większości obszarów kuli ziemskiej etapem tym jest las, w którym wieloletnie drzewa i krzewy stanowią zdecydowanie dominujące elementy.